# 喜多武清
喜多 武清（きた ぶせい、安永5年（1776年） - 安政3年12月20日（1857年1月15日））は江戸時代後期の南画家。
字は子慎。号は可庵・五清堂・一柳斎・鶴翁など。通称を栄之助。江戸の生まれ。

## 略伝
谷文晁の画塾写山楼に入門。寛政8年（1796年）、『集古十種』編纂のために文晁とともに関西に遊歴し古社寺の宝物を調査・模写した。狩野派や琳派を研究しその構図を冊子にした『武清縮図』を遺す。享和から没年まで作画をしており読本の挿絵を多く手がけて美人画や摺物、画譜も描いた。浮世絵師でない画家が読本挿絵を描くことは希であった。
狩野派とりわけ狩野探幽を敬慕し、花鳥図・山水図を得意とした。中年以降は画名が高まり入門者が後を絶たなかったという。八丁堀竹島に居住。渡辺崋山や曲亭馬琴、大田南畝、鍬形蕙斎らと交友した。武清の居宅には夥しい数の粉本縮図が所蔵されていたが、天保年間に火災に遭い焼失した。渡辺崋山はこの貴重な資料を失ったことを惜しんだという。
行年81歳。芝二本榎清林寺に葬られた。法号「洞玄院幽誉可庵武清居士」。弟子に漆喰鏝絵で知られる入江長八、柴田是真がいる。実子の喜多武一は武清に先だって嘉永年間に早世したため、養子・武一が後継となる。この養子は探斎と号して明治初めに没した。

## 逸話
- 山東京伝は『優曇華物語』の挿絵を親しかった武清に依頼したが、唐様であったことで庶民の評判が悪いことを悔やみ、その後は歌川豊国に挿絵を依頼した[3]。
- 儒家・山本北山は自らの死期を察すると枕元に谷文晁と武清を呼び、「文武両全」であることが伝わるような肖像画を注文した。武清は小具足（甲冑の籠手や脛当て）をし、床几（移動用の腰掛け）に座し、槍を横たえて、その周りに書籍を散乱させた構図の肖像画を画いた。これを見た北山は苦笑したという[4]。北山はこの月、文化9年5月18日に病没した。
- 武清は勝手に北山の肖像画を版木に彫って刷り、3百銭にて売りに出したところ、北山の門人が激怒し版木を奪い以降絶交した。

## 刊行物
- 『扇面画譜』
- 『喜多武清粉本』天保3年(1832年)頃
- 『可庵画叢』安政6年(1859年)

### 挿画
- 山東京伝『優曇華物語』 文化元年（1804年）
- 山東京伝『近世奇跡考』文化元年
- 山東京伝『骨董集』文化10年 - 12年
- 塙保己一『はつはな』

- 『歌仙絵抄』文化7年
- 『とふの菅薦』天保7年
- 『絵本勲功草』天保10年

## 作品
- 「駱駝図」 菊池五山・市河米庵賛
- 「山海図」蛇の鼻御殿
- 「於竹大日如来縁起」喜多武一・山本文承・山崎知雄ほか共作 荒沢寺正善院
- 「秋草図屏風」 絹本著色 二曲一隻 群馬県立近代美術館寄託[5]
- 「南蛮交易図」 紙本著色 六曲一隻 摘水軒記念文化振興財団蔵
- 「春秋草図」双幅 佐羽淡斎・津久井雨亭賛
- 「雲龍図」桐生天満宮（拝殿天井絵） 享和2年（1802年）頃
- 「押送船」